# Axbergs IF
Axbergs IF (Axbergs Idrottsförening) är en idrottsförening i orten Ölmbrotorp utanför Örebro. Föreningen, som etablerades 1932, har idag runt 700 medlemmar. I föreningen ingår sektionerna herrfotboll, innebandy, gymnastik/motion och kortspelet Bridge. De ansvarar även för en 15-hålig minigolfbana, en beachvolleyplan och ett elljusspår med möjlighet för längdskidåkning vintertid.
På föreningens område anordnar man också valborgsmässofirande och midsommarfirande som varje år lockar flera hundra personer, där lottdragning och mindre tävlingar och aktiviteter finns till förfogande.